# Vala Mal Doran
Vala Mal Doran – postać grana przez Claudię Black. Wykorzystująca każdą okazję łowczynię nagród, dla której najważniejsze jest pragnienie przygody i zdobywanie skarbów, często nie zważająca na los innych. Wykorzystywała często swoją urodę do osiągnięcia celu.

## Historia postaci
W czasie, gdy była zaręczona została nosicielką Goa’ulda Ketesh, czczonego przez ludność kilku planet. Została uwolniona od pasożyta przez Tok’Ra, ale jej lud złapał ją i torturował za wszystkie krzywdy, które im Ketesh niegdyś wyrządziła. Vali udało się uciec na jedną z planet, gdzie wykorzystując wizerunek swojego byłego pasożyta Goa’uld odgrywała rolę bogini przed mieszkańcami planety. Wydobywali dla niej naqudah, którym handlowała z przemytnikami. Kradła również statki by nimi handlować. W jednym z takich pirackich akcji przejęła ziemski statek Prometeusz, gdzie nawiązała znajomość z Danielem. Pomogła jednemu z najlepszych przemytników znaleźć schronienie w przebraniu mnicha, gdy nie mógł się już wywinąć swoim wierzycielom. Pół roku później po obaleniu Goa’uld przybyła do SGC z tajemniczą tabliczką mówiącą o skarbie ukrytym na Ziemi. Wraz z Danielem użyła komunikatora Starożytnych, znalezionego w skarbcu króla Artura, co w konsekwencji zwróciło uwagę części Pradawnych - Ori, których kapłani rozpoczęli nawracanie, nieznanej im wcześniej, Galaktyki. Uniemożliwia im dotarcie do Drogi mlecznej niszcząc pierwsze superwrota w wyniku czego zostaje przeniesiona do innej galaktyki.
Po pewnym czasie przy pomocy komunikatora starożytnych, oraz wykorzystując ciało Daniela, ostrzega SGC przed mobilizacją wyznawców Ori. Wspomina również o swojej ciąży niewiadomego pochodzenia. Niedługo później przybywa do Galaktyki na pokładzie jednego ze statków Ori. Jej nowo narodzona córka, Adria, okazuje się być obdarzona wiedzą i mocami Ori oraz przeznaczoną do dowodzenia „krucjatą”. Po nieudanej próbie uprowadzenia Adrii, Vala ucieka wraz z Danielem. Po tej przygodzie postanawia dołączyć do SG-1.
W czasie okresu próbnego zostaje uprowadzona przez „The Trust”. Po powrocie do SGC zostaje oficjalnie przyjęta do SG-1.

## Nagrody i nominacje
Za rolę tę Claudia Black była nominowana do nagrody Saturna w 2006 roku w kategorii Najlepsza drugoplanowa aktorka telewizyjna, zdobyła także Constellation Award w kategorii najlepszy kobiecy fantastycznonaukowy występ telewizyjny w 2007 roku.